# 大王太子路易
法蘭西的路易（法語：Louis de France，1661年11月1日—1711年4月11日）是法国国王路易十四与西班牙的玛丽-泰蕾莎的长子，路易十四的王位继承人。为了与他的儿子小路易区分，他被称为大太子（Grand Dauphin）。 由于他在父亲之前去世，他从未成为国王。他的另一个儿子成为了西班牙国王菲利普五世。他是路易斯一世、斐迪南六世、路易十五的祖父。1680年3月7日，路易与瑪麗亞·安娜·維多利亞结婚。虽然这段婚姻并不亲密，但这对夫妇有三个儿子。 王妃于1690年去世，1695年路易秘密地与他的情人结婚。 他的新婚妻子没有获得法国王太子妃的身份，婚姻也没有继续存在。 她结婚时怀孕了，生了一个儿子，被秘密送到农村，这个孩子死于1697年，年仅两岁，没有公开姓名。